# Lilla Torp
Lilla Torp var en byggnad som låg på Iskällareliden 6 i Örgryte, inte så långt ifrån herrgårdsbyggnaden Stora Torp och Delsjöområdets naturreservat. Byggnaden uppfördes 1748 av Bengt Wilhelm Carlberg som tidigare bott på Kärralunds gård. Lilla Torp har gett namn åt gatan Lillatorpsgatan, träallén Lilla Torps allé, och tillsammans med Stora Torp gett namn åt stadsdelen Torp.

## Historik
Lilla Torp och Stora Torp ingick i byn Torp och gick senare till separata ägare. 1748 såldes Lilla Torp till Bengt Wilhelm Carlberg som tidigare bott på Kärralund, han uppförde ett hus med sju rum och kök samt två vindskamrar på Lilla Torp. Carlberg bodde på gården till sin död 1778. 
Efter det annonserade Götheborgs Allehanda en auktion på gården och omkring 1836 köptes Lilla Torp av Isac Claesson, son till Lars Claesson som ägde Kärralunds gård. När fadern dog, tog sönerna över båda gårdarna. Claesson sålde Lilla Torp 1855 till Peter Hammarberg (enligt brandförsäkring). Hammarberg var även den som flyttade ladugården till sin nuvarande plats.
Tjänstefolket bodde i huvudbyggnaden. Övriga arbetare som trädgårdsmästare, rättare (förman) och ladugårdskarlar fick bo i andra byggnader. Det fanns ett mindre hus intill huvudbyggnaden med tvättstuga i källaren som revs 1974. Men där fanns även lägenheter i stallet och i växthuset.
Göteborgs stad arrenderade 1910–1933 ut Lilla Torp till åkaren Johan Johansson. Huvudbyggnaden hyrde han ut till privatpersoner men 1931 blev hela huset flickhem med hjälp av medel från Fredrique Wohlfarts stiftelse. I juni 1968 fälldes dödsdomen över huvudbyggnaden av byggnadsnämnden i och med att nämnden på förslag av stadsarkitekten Gerhard Paulson beviljade rivningstillstånd, avsikten var att uppföra nya och mer ändamålsenliga lokaler för upptagningshemmet, som inrymts i byggnaden. Efter att huvudbyggnaden rivits, invigdes nya lokaler 1970, fortfarande som flickhem. Först 1977 var även pojkar välkomna.
Lilla Torps trädgårdsmästeri arrenderades av familjen Hansson i tre generationer (1918–2010) innan husen revs 2011. Familjen skötte delvis även den stora trädgården, som fanns intill huvudbyggnaden med bland annat 220 fruktträd och 300 bärbuskar. Trädgården ersattes av Göteborgs Lawn-tennisklubb.

## Galleri

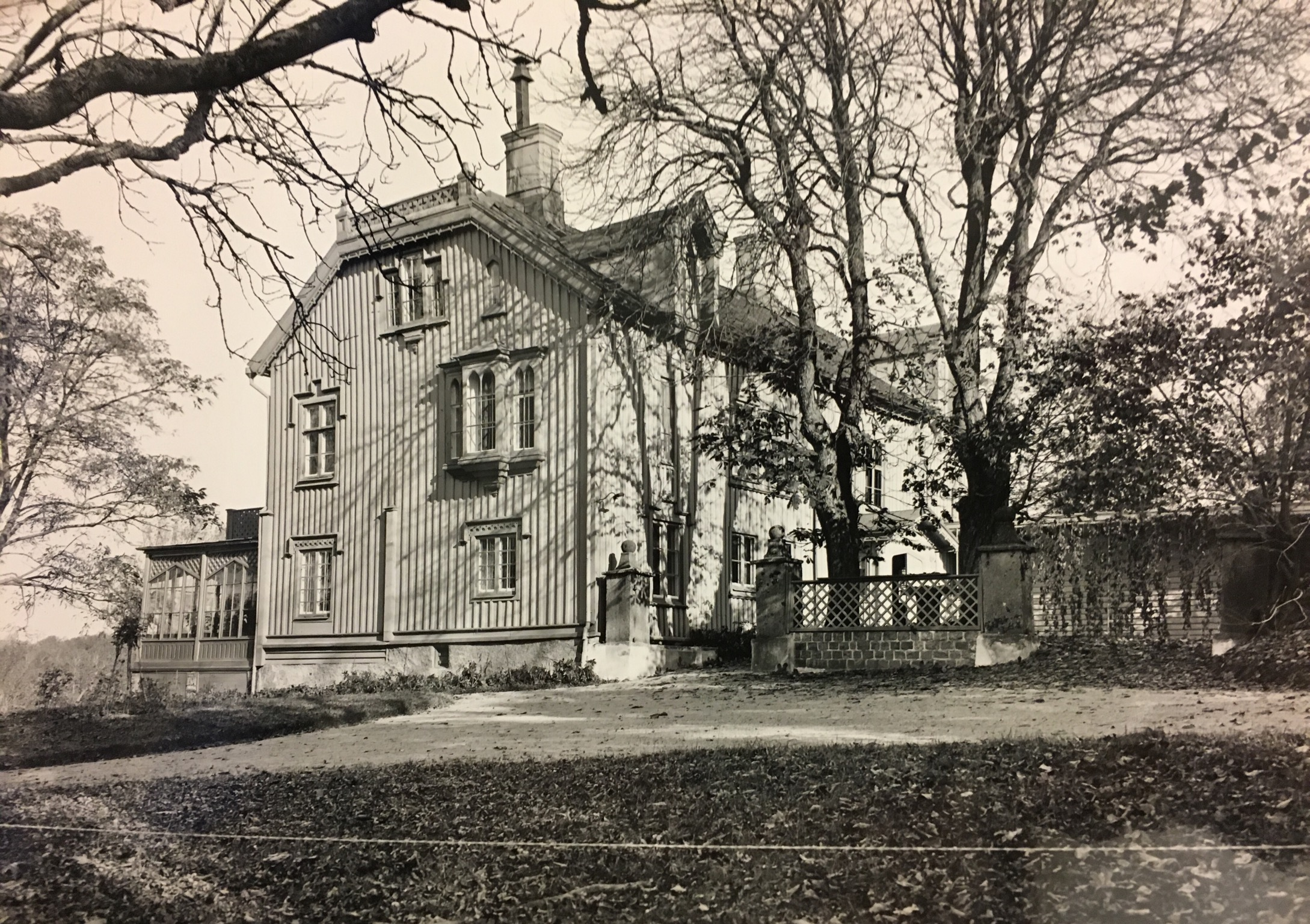
Lilla Torps herrgård 1920, fasad mot Iskällareliden
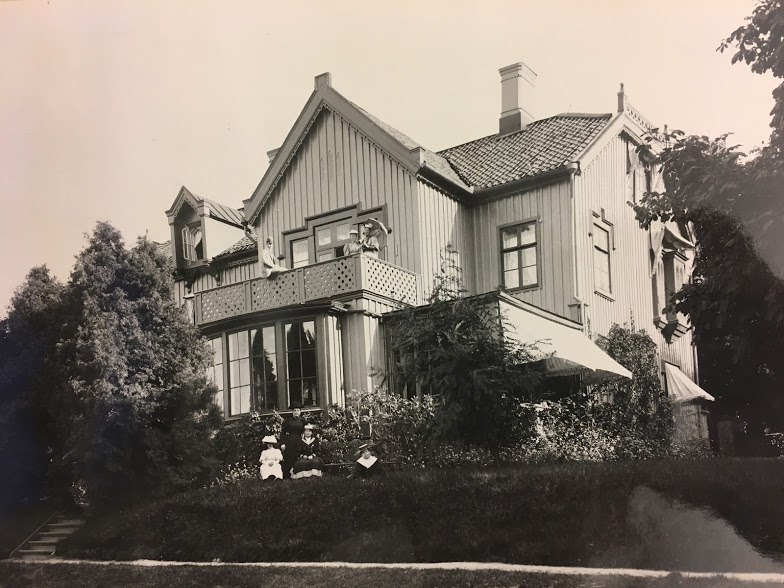
Lilla Torps herrgårds trädgårdsfasad, 1893
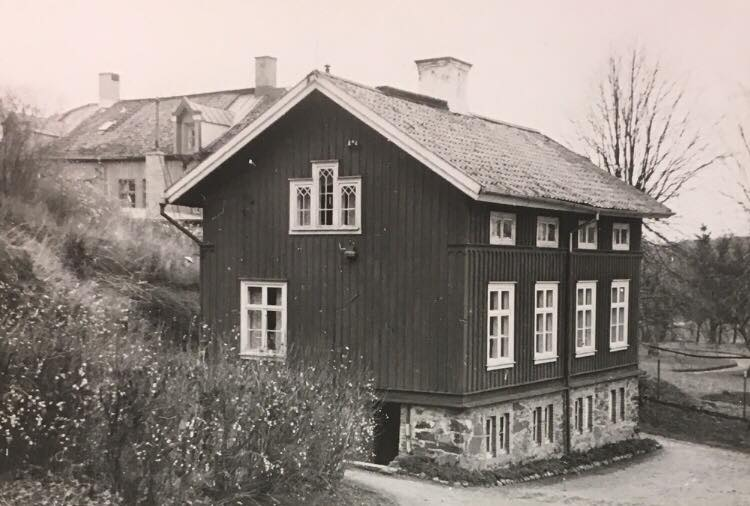
Tillhörande byggnad bredvid Lilla Torps huvudbyggnad 1944
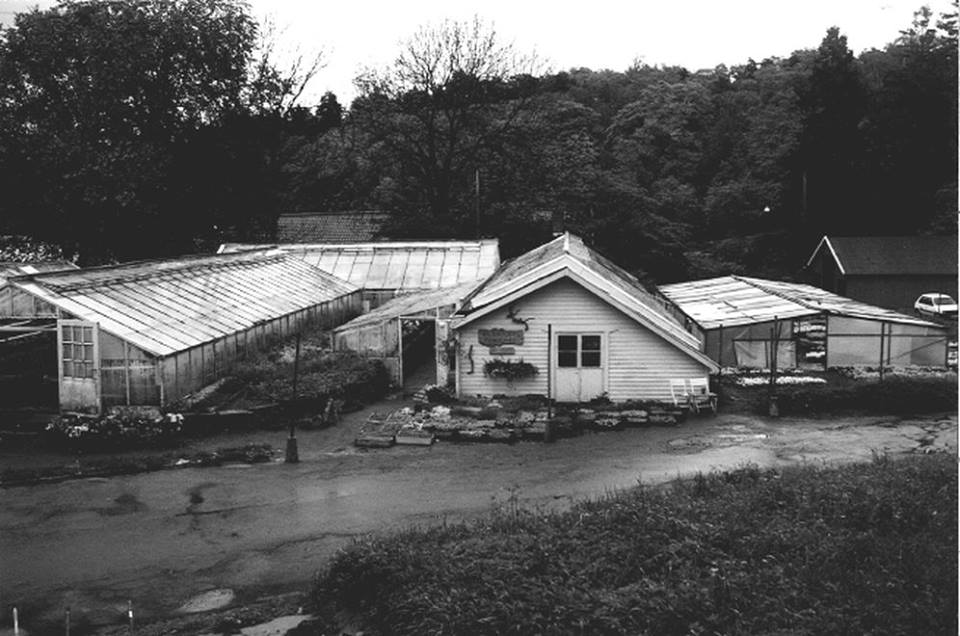
Lilla Torps växthus, som familjen Hansson hade hand om tills det revs 2011. Bild tagen 1999
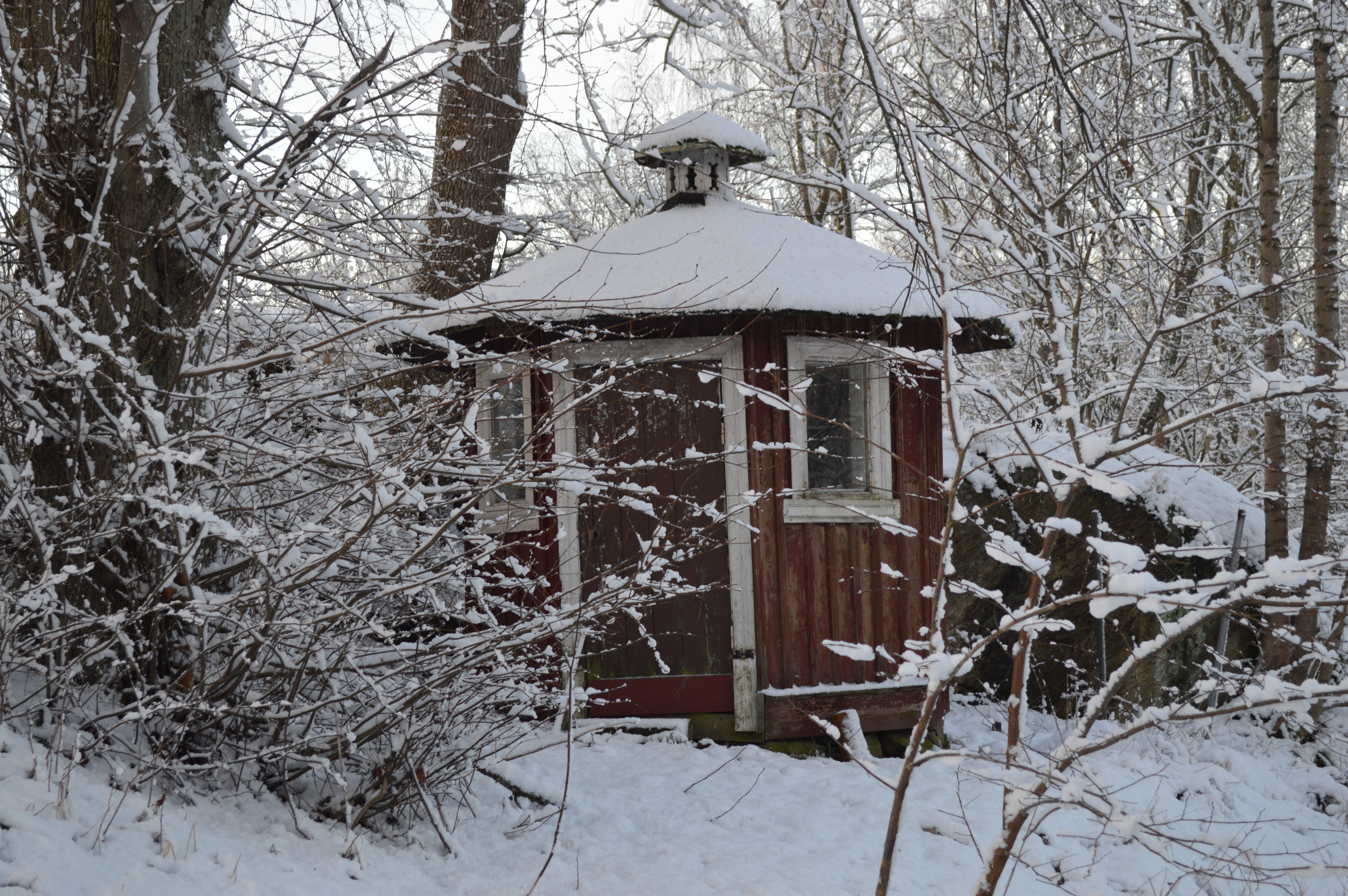
Bevarat dass från Lilla Torp
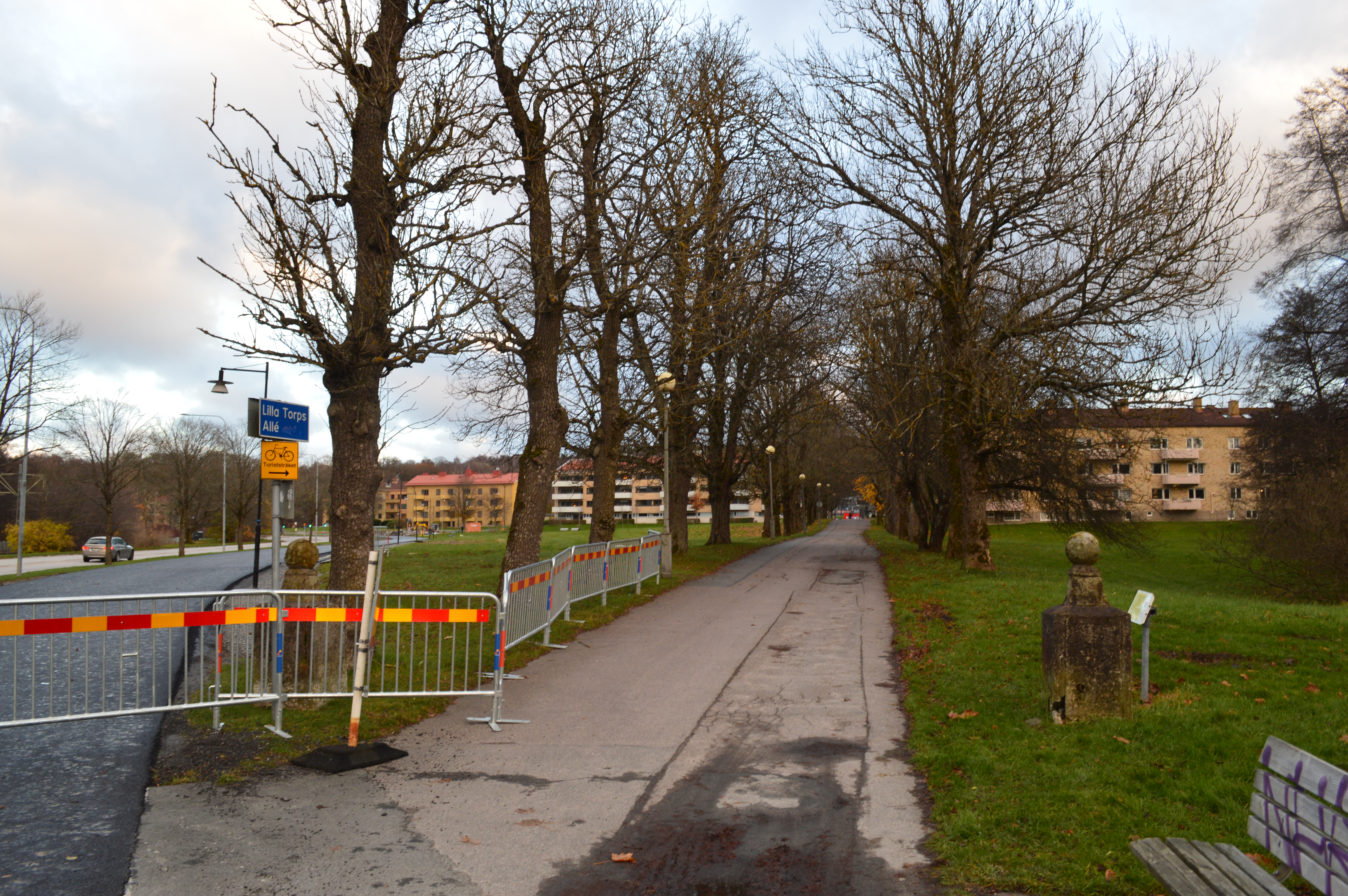
Lilla Torps allé, 2017
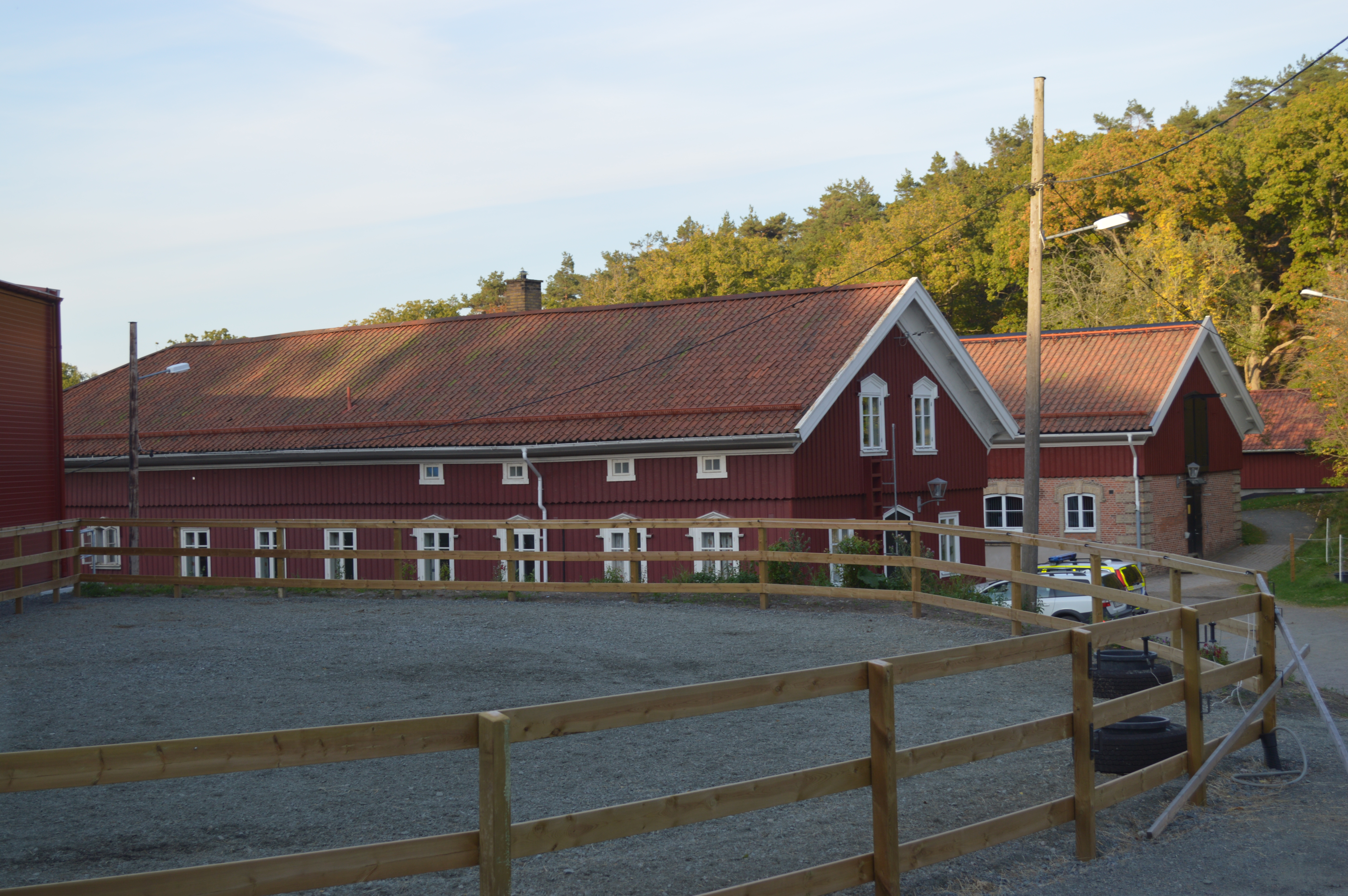
Stallet som numera används av polisen, 2017
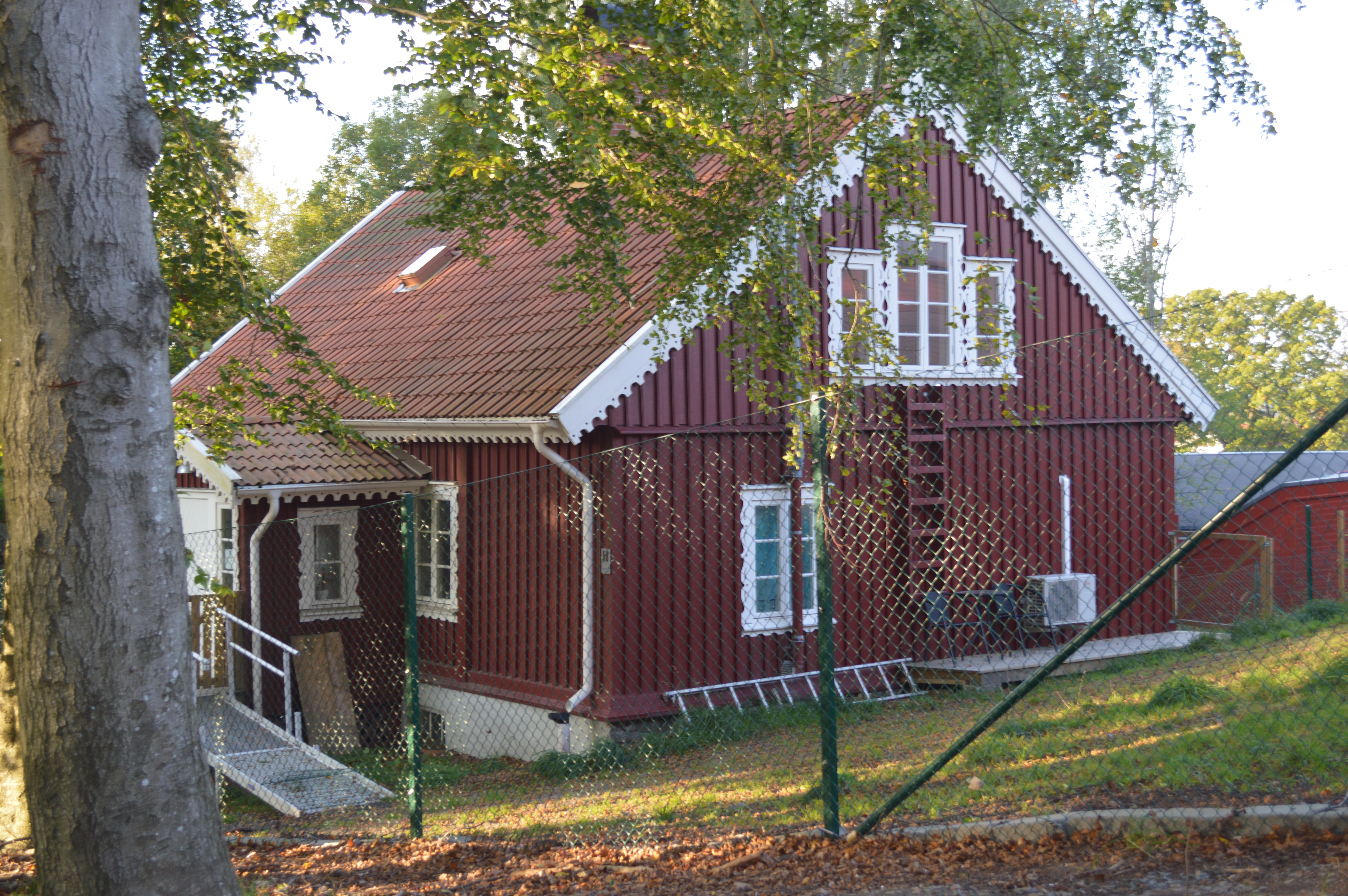
Nilssons stuga 2017